# 美國最高法院大法官
美國最高法院大法官（英語：associate justices of the Supreme Court of the United States）為美國最高法院中除美国首席大法官以外的成員，目前的數量依據1869年司法法規定為8人。
依據美國憲法第二條規定，總統提名最高法院法官，經參議院之咨議及同意任命之。因此，如同首席大法官一般，其他最高法院大法官也是由美國總統提名，並經美國參議院多數表決同意後任命。
關於最高法院大法官之保障，依據美國憲法第三條規定，最高法院與下級法院之法官忠於職守者皆受保障，按期領受俸金，繼續服務期中並不得減少之。這意謂著，大法官一旦經任命後，除非其去世、辭職、自願退休或遭到眾議院彈劾及參議院定罪才會被撤銷職務，否則屬於「終身職」
。
对于判決，每位大法官評議時均只有一票，首席大法官同樣只有一票。於草擬判決時，倘若首席大法官為多數方，其有權指定多數方的其中一人撰寫；倘若首席大法官為少數方，則由多數方中的資深大法官指定。另外，案件的討論亦係由首席大法官主持。首席大法官擁有其他大法官所沒有的其他行政權，同時，其薪資亦較其他大法官高（首席大法官年薪223,500美元，而其他大法官則為213,900美元）。
大法官乃是依據任命的次序論資排輩，不過首席大法官永遠被認為較其他大法官資深。假如同一天有兩位大法官同時受到任命，則以年長者較為資深。目前，最資深的大法官為克拉倫斯·托馬斯，根據傳統，大法官於討論案件結果時，乃是由最資淺者開始依序發表意見。另外，假如有人敲會議室的門，也是由最資淺的大法官（其座位靠近門邊）來應門。目前最資淺的大法官為凯坦吉·布朗·杰克森。
根據《美國法典》第28章第3條規定，當首席大法官無法執行職務或係空缺時，由資深大法官代行職務直至其無法執行職務的狀態解除或是新的首席大法官獲得任命之日。

## 現任大法官
目前，最高法院共有8名大法官，最近一次任命是凯坦吉·布朗·杰克森，她于2022年6月30日宣誓就职，接替史蒂芬·布雷耶。按资历排序，这些大法官是：

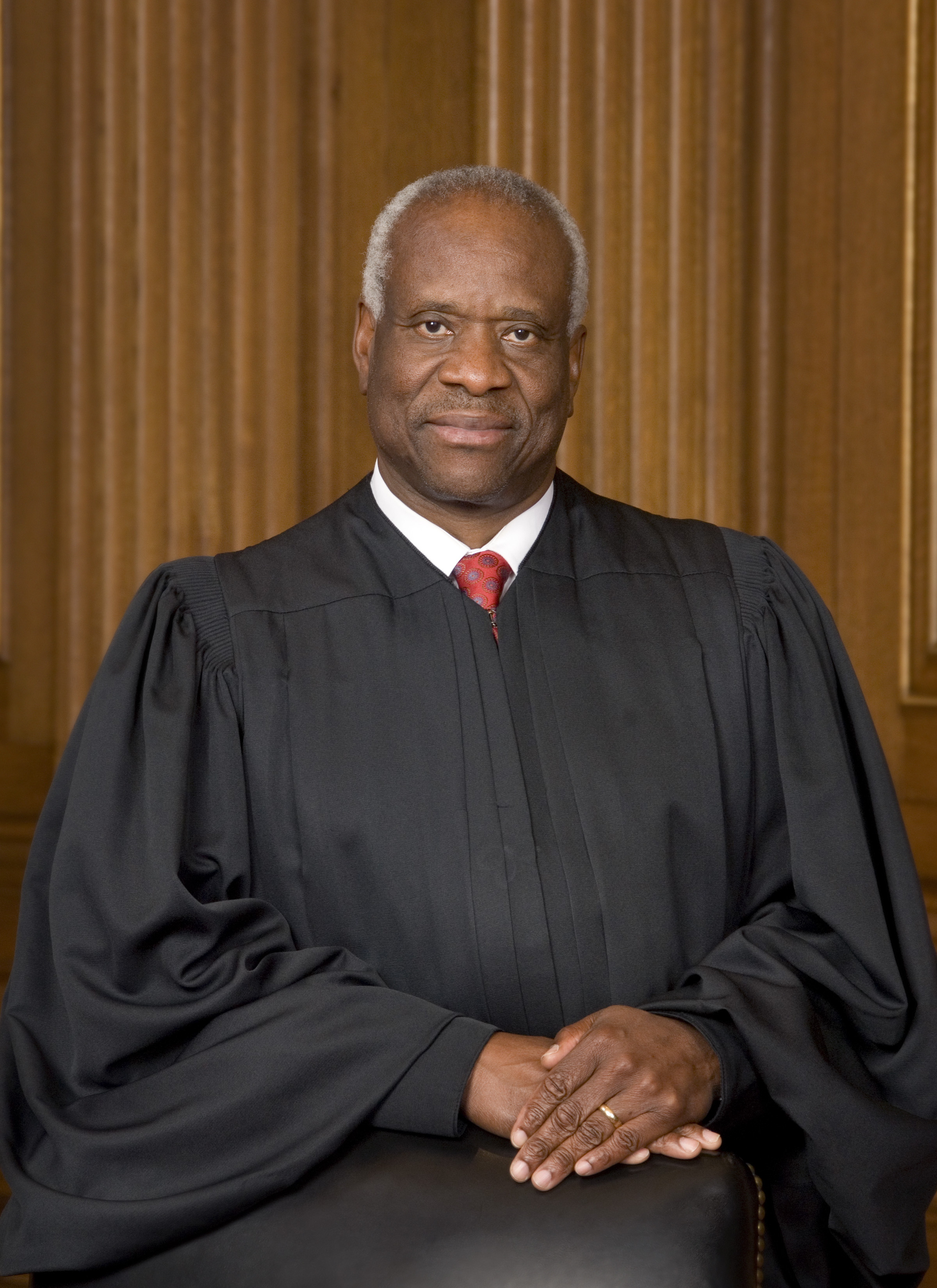
克拉倫斯·托馬斯
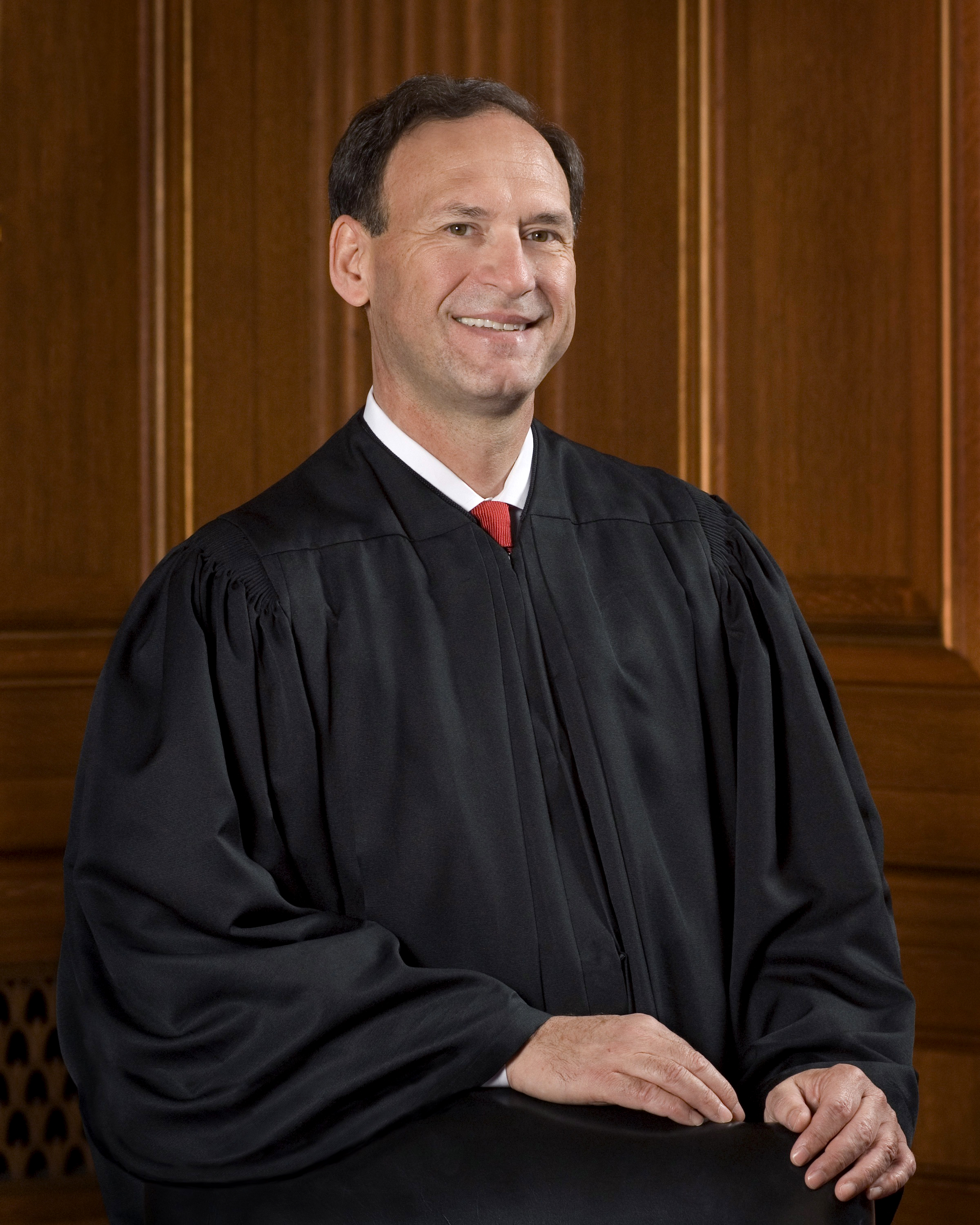
塞繆爾·阿利托
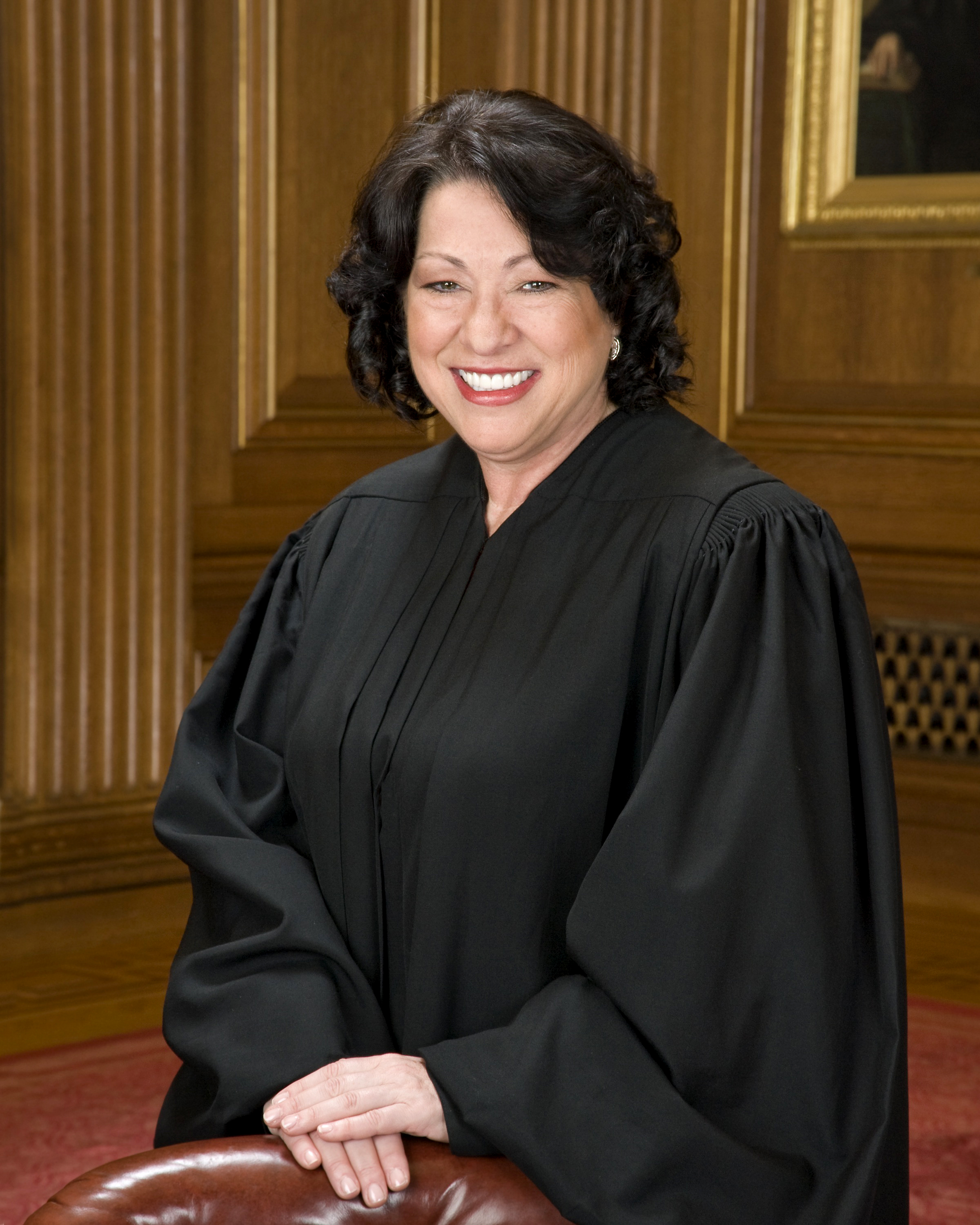
索尼婭·索托馬約爾
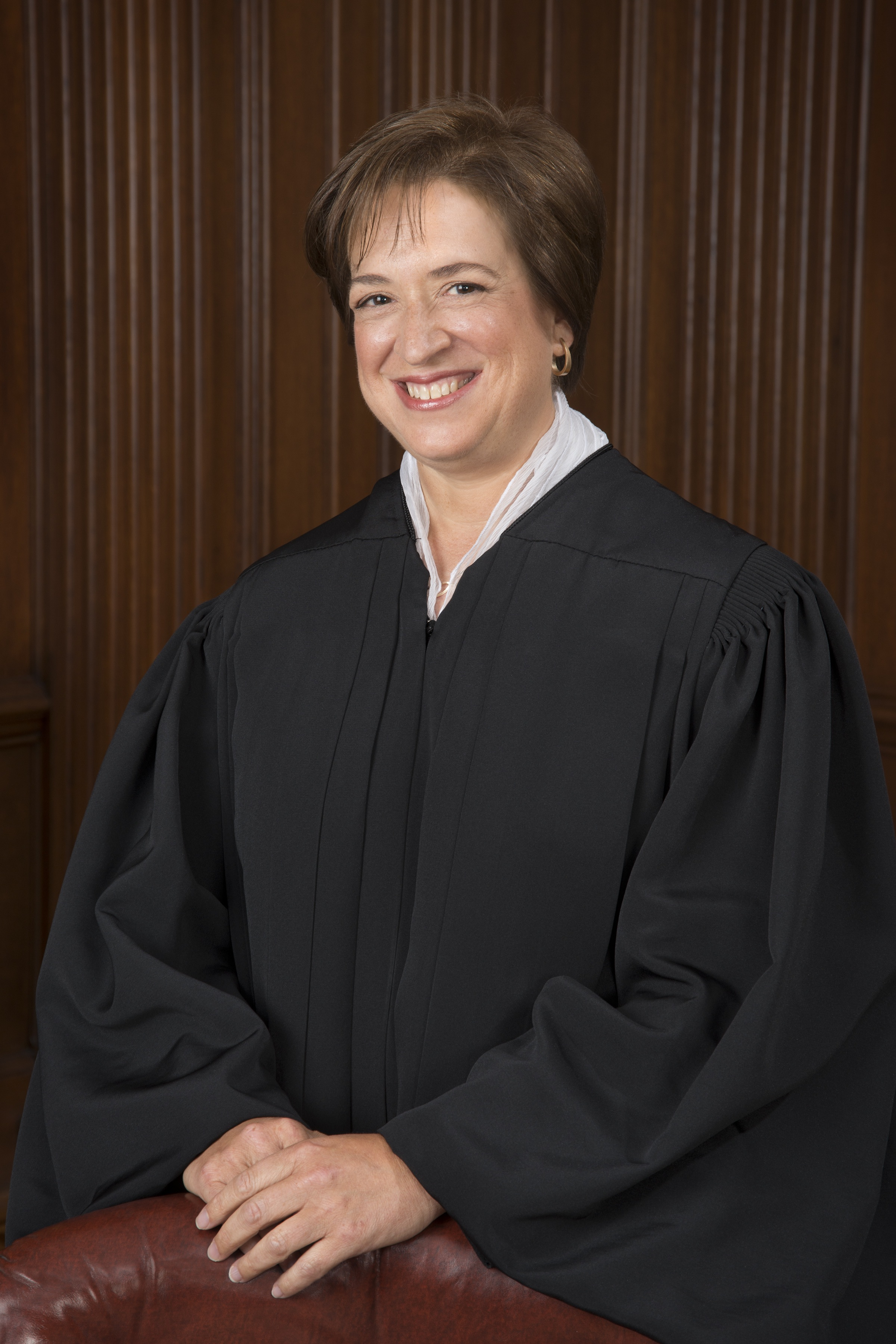
艾蕾娜·卡根
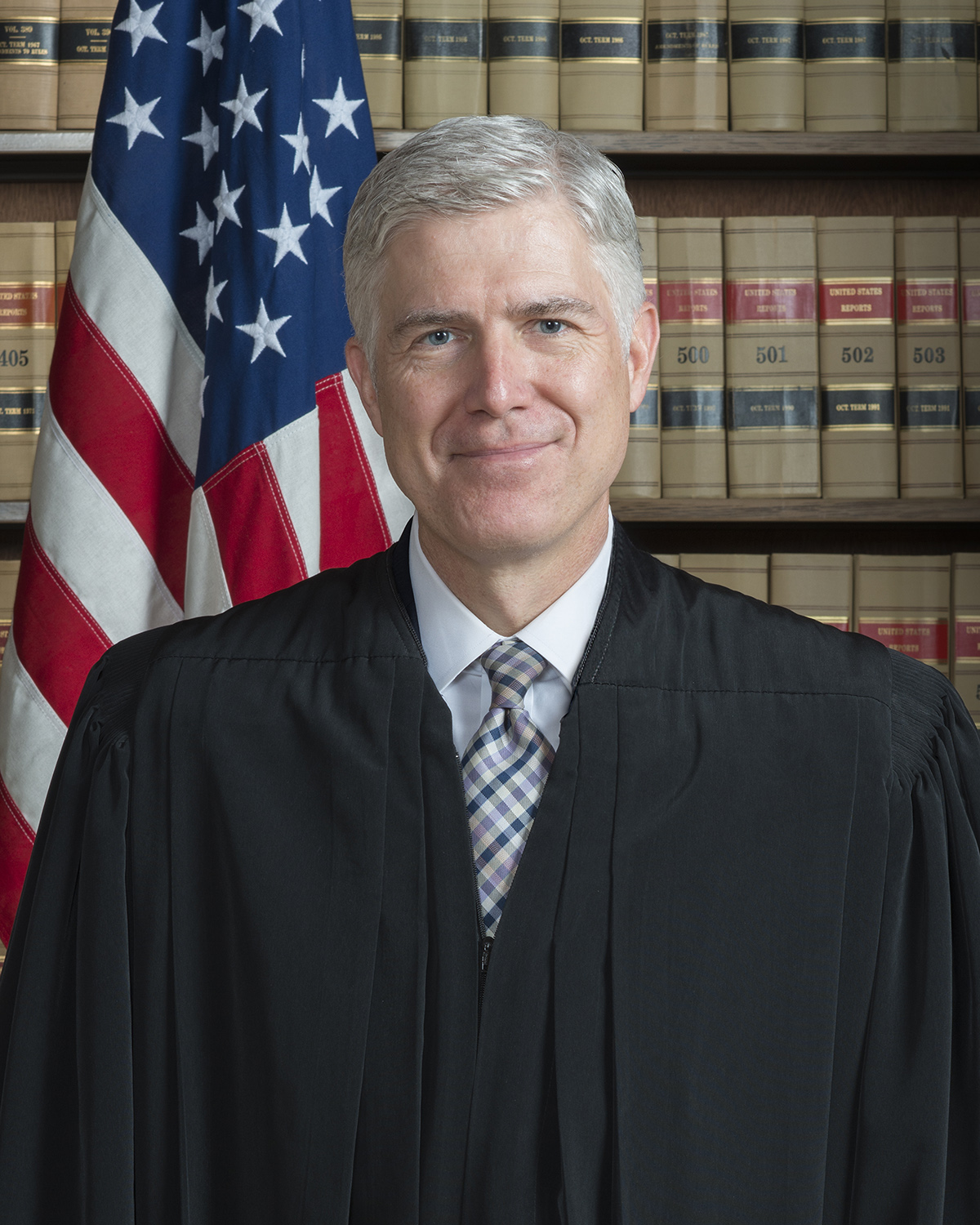
尼爾·戈薩奇
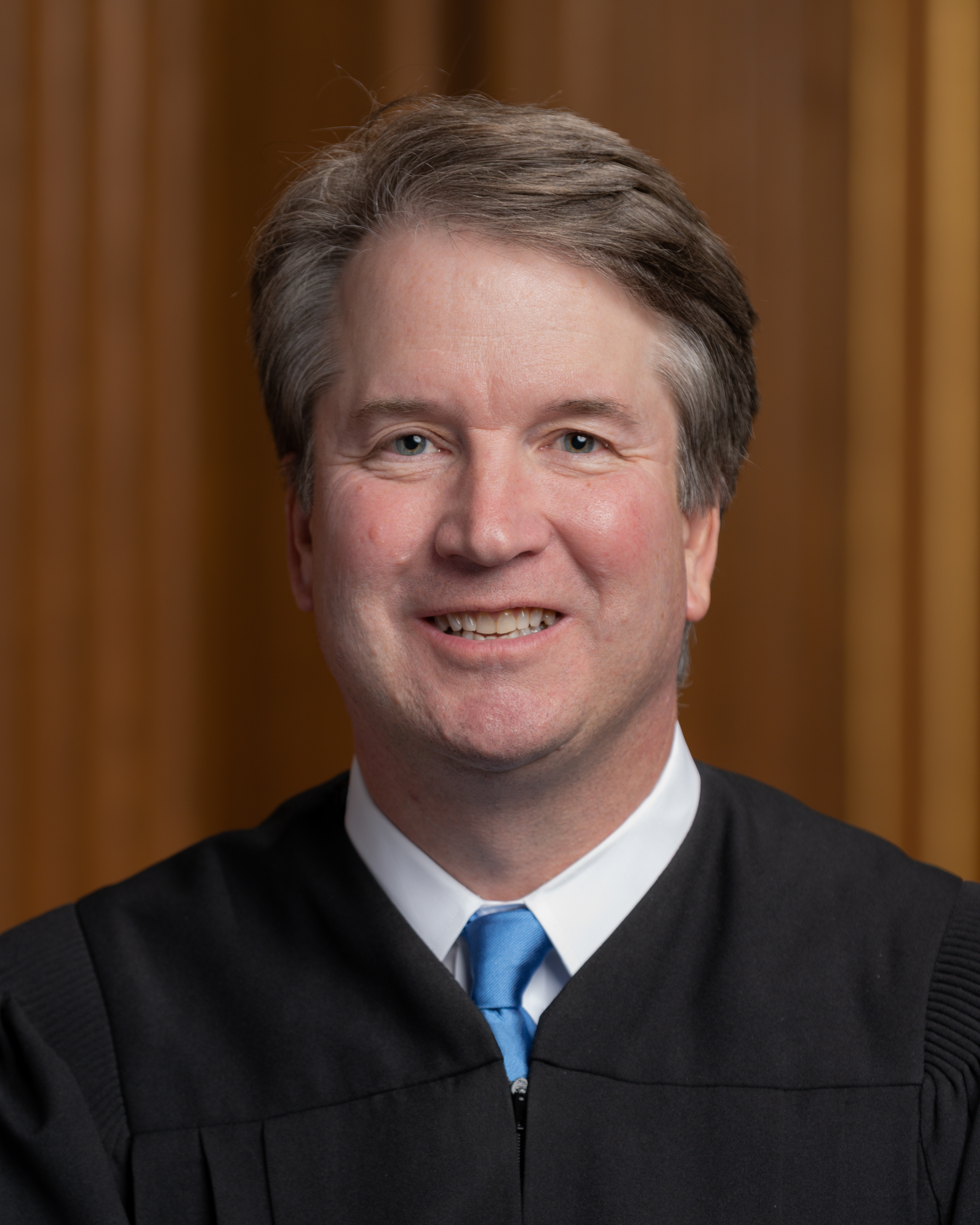
布雷特·卡瓦諾
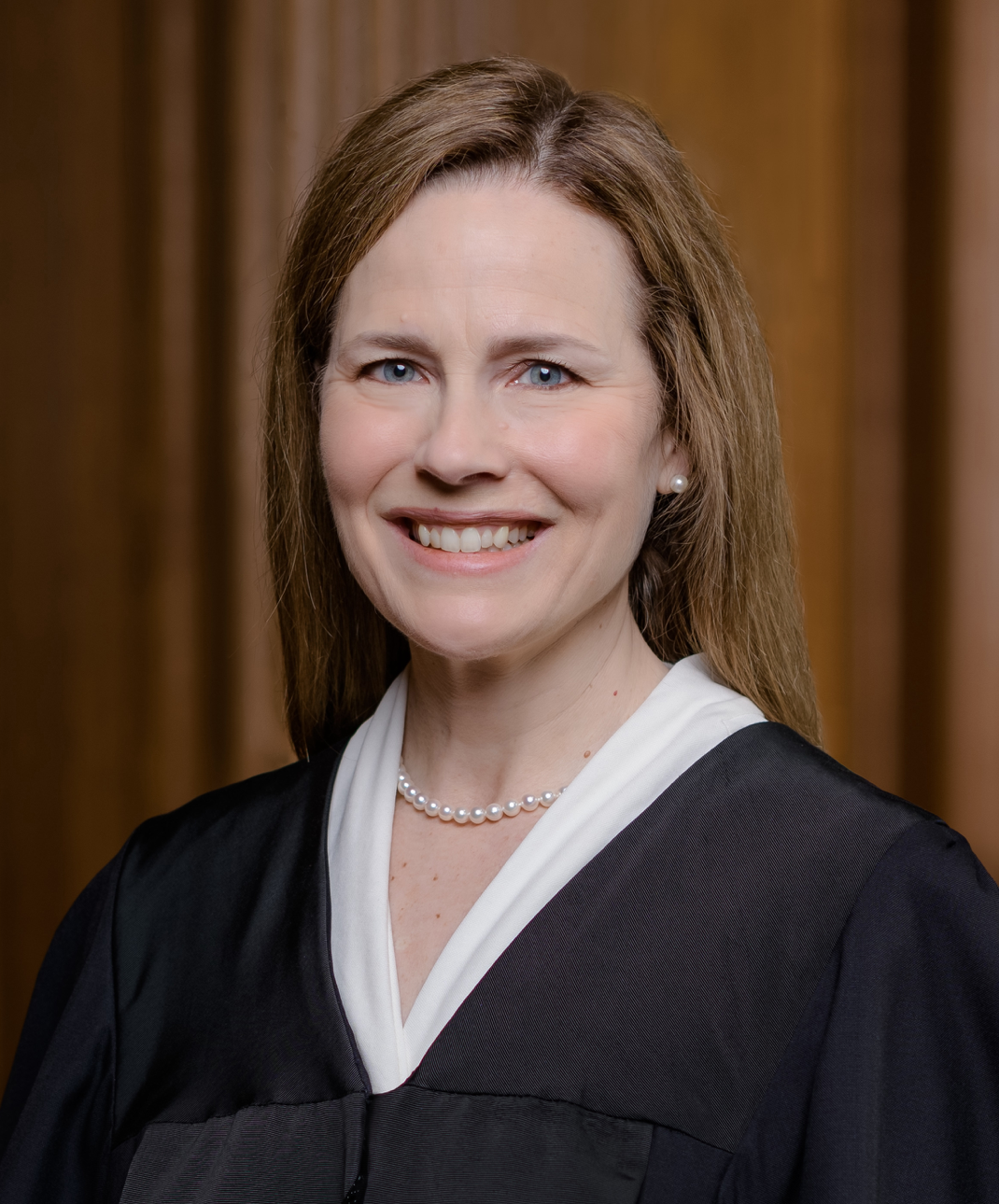
艾米·康尼·巴雷特
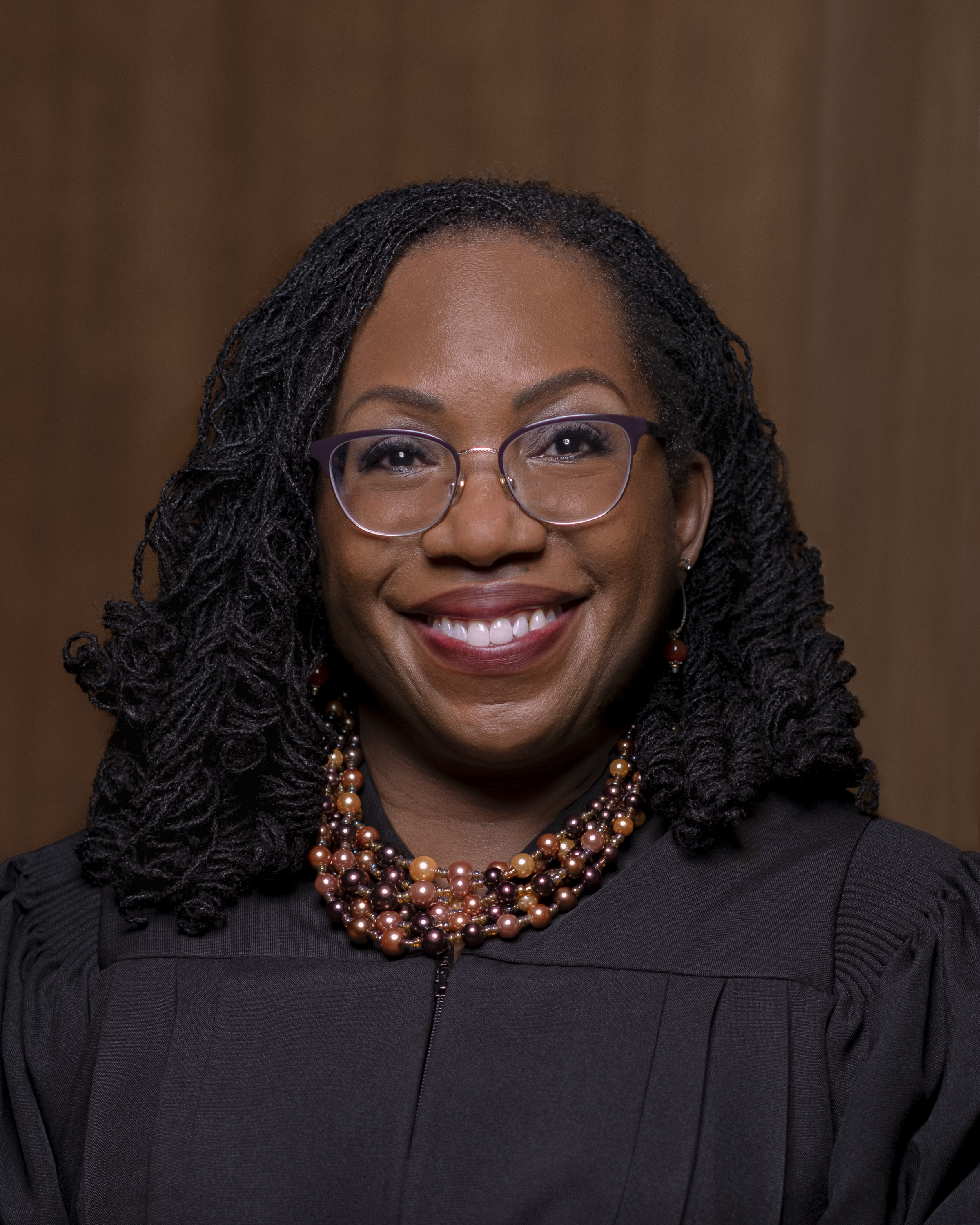
凯坦吉·布朗·杰克森

## 退休大法官
雖然大法官是終身職，但仍可選擇自願退休。當大法官退休後，他們仍然保有大法官的頭銜，並且可能被指派至美國聯邦上訴法院甚至美國聯邦地區法院從事審判職務。退休大法官可以在聯邦最高法院的建物中保有辦公室和法官助理。
退休大法官的名字和其他現任大法官並列在聯邦最高法院判決彙編中。不過，儘管他們可能由首席大法官指派至下級法院從事審判業務，他們不能參與審理任何聯邦最高法院的判決。
目前，共有2位仍在世的退休大法官：安东尼·肯尼迪，2018年7月31日退休；史蒂芬·布雷耶，2022年6月30日退休。

## 历任大法官
自1789年最高法院成立以来，以下104人担任过大法官：
|      | 任命总统    | 首席大法官                                                               | 1                     | 1                        | 1                                     | 1                                   | 2                     | 2                        | 2                                     | 2                                       | 3                     | 3                        | 3                                      | 3                    | 4                     | 4                        | 4                                      | 4                                      | 5                     | 5                        | 5                                       | 5                                      | 6                     | 6    | 6        | 6    | 7                     | 7    | 7        | 7    | 8                     | 8    | 8        | 8 |
| 姓名 | 任命总统    | 首席大法官                                                               | 参院确认日期 （票数） | 任期                     | 先前职务                              | 姓名                                | 参院确认日期 （票数） | 任期                     | 先前职务                              | 姓名                                    | 参院确认日期 （票数） | 任期                     | 先前职务                               | 姓名                 | 参院确认日期 （票数） | 任期                     | 先前职务                               | 姓名                                   | 参院确认日期 （票数） | 任期                     | 先前职务                                | 姓名                                   | 参院确认日期 （票数） | 任期 | 先前职务 | 姓名 | 参院确认日期 （票数） | 任期 | 先前职务 | 姓名 | 参院确认日期 （票数） | 任期 | 先前职务 |   |
| ---- | ----------- | ------------------------------------------------------------------------ | --------------------- | ------------------------ | ------------------------------------- | ----------------------------------- | --------------------- | ------------------------ | ------------------------------------- | --------------------------------------- | --------------------- | ------------------------ | -------------------------------------- | -------------------- | --------------------- | ------------------------ | -------------------------------------- | -------------------------------------- | --------------------- | ------------------------ | --------------------------------------- | -------------------------------------- | --------------------- | ---- | -------- | ---- | --------------------- | ---- | -------- | ---- | --------------------- | ---- | -------- | - |
|      | 乔治·华盛顿 | 约翰·杰伊 John Jay (1745-1829) 1789年10月19日 - 1795年6月29日            | 约翰·拉特利奇         | 1789年9月26日 (鼓掌通过) | 1790年2月15日 – 1791年3月4日 （辞职） | 第31任 南卡罗来纳州州长 (1779–1782) | 威廉·库欣             | 1789年9月26日 (鼓掌通过) | 1790年2月2日 – 1810年9月13日 （逝世） | 马萨诸塞州高级法院 首席法官 (1777–1789) | 詹姆斯·威尔逊         | 1789年9月26日 (鼓掌通过) | 1789年10月5日 – 1798年8月21日 （逝世） | 制宪会议 代表 (1787) | 小约翰·布莱尔         | 1789年9月26日 (鼓掌通过) | 1790年2月2日 – 1795年10月25日 （辞职） | 弗吉尼亚州市民院 议员 成员 (1766–1770) | 詹姆斯·艾尔德尔       | 1790年2月10日 (鼓掌通过) | 1790年5月12日 – 1799年10月20日 （逝世） | 第2任 北卡罗莱纳州州检察长 (1779–1782) | —                     | —    | —        | —    | —                     | —    | —        | —    | —                     | —    | —        | — |
|      | 乔治·华盛顿 | 约翰·杰伊 John Jay (1745-1829) 1789年10月19日 - 1795年6月29日            | 托马斯·约翰逊         | 1791年11月7日 (鼓掌通过) | 1792年8月6日 – 1793年1月16日 （辞职） | 第1任 马里兰州长 (1777–1779)        | 威廉·库欣             | 1789年9月26日 (鼓掌通过) | 1790年2月2日 – 1810年9月13日 （逝世） | 马萨诸塞州高级法院 首席法官 (1777–1789) | 詹姆斯·威尔逊         | 1789年9月26日 (鼓掌通过) | 1789年10月5日 – 1798年8月21日 （逝世） | 制宪会议 代表 (1787) | 小约翰·布莱尔         | 1789年9月26日 (鼓掌通过) | 1790年2月2日 – 1795年10月25日 （辞职） | 弗吉尼亚州市民院 议员 成员 (1766–1770) | 詹姆斯·艾尔德尔       | 1790年2月10日 (鼓掌通过) | 1790年5月12日 – 1799年10月20日 （逝世） | 第2任 北卡罗莱纳州州检察长 (1779–1782) | —                     | —    | —        | —    | —                     | —    | —        | —    | —                     | —    | —        | — |
|      | 乔治·华盛顿 | 约翰·杰伊 John Jay (1745-1829) 1789年10月19日 - 1795年6月29日            | 威廉·帕特森           | 1793年3月4日 (鼓掌通过)  | 1793年3月11日 – 1806年9月8日 （逝世） | 第2任 新泽西州州长 (1790–1793)      | 威廉·库欣             | 1789年9月26日 (鼓掌通过) | 1790年2月2日 – 1810年9月13日 （逝世） | 马萨诸塞州高级法院 首席法官 (1777–1789) | 詹姆斯·威尔逊         | 1789年9月26日 (鼓掌通过) | 1789年10月5日 – 1798年8月21日 （逝世） | 制宪会议 代表 (1787) | 小约翰·布莱尔         | 1789年9月26日 (鼓掌通过) | 1790年2月2日 – 1795年10月25日 （辞职） | 弗吉尼亚州市民院 议员 成员 (1766–1770) | 詹姆斯·艾尔德尔       | 1790年2月10日 (鼓掌通过) | 1790年5月12日 – 1799年10月20日 （逝世） | 第2任 北卡罗莱纳州州检察长 (1779–1782) | —                     | —    | —        | —    | —                     | —    | —        | —    | —                     | —    | —        | — |
|      | 乔治·华盛顿 | 约翰·拉特利奇*§ John Rutledge (1739-1800) 1795年8月12日 - 1795年12月15日 | 威廉·帕特森           | 1793年3月4日 (鼓掌通过)  | 1793年3月11日 – 1806年9月8日 （逝世） | 第2任 新泽西州州长 (1790–1793)      | 威廉·库欣             | 1789年9月26日 (鼓掌通过) | 1790年2月2日 – 1810年9月13日 （逝世） | 马萨诸塞州高级法院 首席法官 (1777–1789) | 詹姆斯·威尔逊         | 1789年9月26日 (鼓掌通过) | 1789年10月5日 – 1798年8月21日 （逝世） | 制宪会议 代表 (1787) | 小约翰·布莱尔         | 1789年9月26日 (鼓掌通过) | 1790年2月2日 – 1795年10月25日 （辞职） | 弗吉尼亚州市民院 议员 成员 (1766–1770) | 詹姆斯·艾尔德尔       | 1790年2月10日 (鼓掌通过) | 1790年5月12日 – 1799年10月20日 （逝世） | 第2任 北卡罗莱纳州州检察长 (1779–1782) | —                     | —    | —        | —    | —                     | —    | —        | —    | —                     | —    | —        | — |
|      | 乔治·华盛顿 | —                                                                        | 威廉·帕特森           | 1793年3月4日 (鼓掌通过)  | 1793年3月11日 – 1806年9月8日 （逝世） | 第2任 新泽西州州长 (1790–1793)      | 威廉·库欣             | 1789年9月26日 (鼓掌通过) | 1790年2月2日 – 1810年9月13日 （逝世） | 马萨诸塞州高级法院 首席法官 (1777–1789) | 詹姆斯·威尔逊         | 1789年9月26日 (鼓掌通过) | 1789年10月5日 – 1798年8月21日 （逝世） | 制宪会议 代表 (1787) |                       |                          |                                        |                                        | 詹姆斯·艾尔德尔       | 1790年2月10日 (鼓掌通过) | 1790年5月12日 – 1799年10月20日 （逝世） | 第2任 北卡罗莱纳州州检察长 (1779–1782) | —                     | —    | —        | —    | —                     | —    | —        | —    | —                     | —    | —        | — |
|      | 乔治·华盛顿 |                                                                          | 威廉·帕特森           | 1793年3月4日 (鼓掌通过)  | 1793年3月11日 – 1806年9月8日 （逝世） | 第2任 新泽西州州长 (1790–1793)      | 威廉·库欣             | 1789年9月26日 (鼓掌通过) | 1790年2月2日 – 1810年9月13日 （逝世） | 马萨诸塞州高级法院 首席法官 (1777–1789) |                       |                          |                                        |                      | 塞缪尔·蔡斯           | 1796年1月27日 (鼓掌通过) | 1796年2月4日 – 1811年6月19日 （逝世）  | 马里兰州普通法院 首席法官 (1791–1796)  | 詹姆斯·艾尔德尔       | 1790年2月10日 (鼓掌通过) | 1790年5月12日 – 1799年10月20日 （逝世） | 第2任 北卡罗莱纳州州检察长 (1779–1782) | —                     | —    | —        | —    | —                     | —    | —        | —    | —                     | —    | —        | — |
|      | 乔治·华盛顿 |                                                                          | 威廉·帕特森           | 1793年3月4日 (鼓掌通过)  | 1793年3月11日 – 1806年9月8日 （逝世） | 第2任 新泽西州州长 (1790–1793)      | 威廉·库欣             | 1789年9月26日 (鼓掌通过) | 1790年2月2日 – 1810年9月13日 （逝世） | 马萨诸塞州高级法院 首席法官 (1777–1789) |                       |                          |                                        |                      | 塞缪尔·蔡斯           | 1796年1月27日 (鼓掌通过) | 1796年2月4日 – 1811年6月19日 （逝世）  | 马里兰州普通法院 首席法官 (1791–1796)  |                       |                          |                                         |                                        | —                     | —    | —        | —    | —                     | —    | —        | —    | —                     | —    | —        | — |
|      | 乔治·华盛顿 |                                                                          |                       |                          |                                       |                                     | 威廉·库欣             | 1789年9月26日 (鼓掌通过) | 1790年2月2日 – 1810年9月13日 （逝世） | 马萨诸塞州高级法院 首席法官 (1777–1789) |                       |                          |                                        |                      | 塞缪尔·蔡斯           | 1796年1月27日 (鼓掌通过) | 1796年2月4日 – 1811年6月19日 （逝世）  | 马里兰州普通法院 首席法官 (1791–1796)  |                       |                          |                                         |                                        | —                     | —    | —        | —    | —                     | —    | —        | —    | —                     | —    | —        | — |
|      | 乔治·华盛顿 |                                                                          |                       |                          |                                       |                                     |                       |                          |                                       |                                         |                       |                          |                                        |                      | 塞缪尔·蔡斯           | 1796年1月27日 (鼓掌通过) | 1796年2月4日 – 1811年6月19日 （逝世）  | 马里兰州普通法院 首席法官 (1791–1796)  |                       |                          |                                         |                                        | —                     | —    | —        | —    | —                     | —    | —        | —    | —                     | —    | —        | — |
|      |             |                                                                          |                       |                          |                                       |                                     |                       |                          |                                       |                                         |                       |                          |                                        |                      | 塞缪尔·蔡斯           | 1796年1月27日 (鼓掌通过) | 1796年2月4日 – 1811年6月19日 （逝世）  | 马里兰州普通法院 首席法官 (1791–1796)  |                       |                          |                                         |                                        | —                     | —    | —        | —    | —                     | —    | —        | —    | —                     | —    | —        | — |
|      |             |                                                                          |                       |                          |                                       |                                     |                       |                          |                                       |                                         |                       |                          |                                        |                      |                       |                          |                                        |                                        |                       |                          |                                         |                                        | —                     | —    | —        | —    | —                     | —    | —        | —    | —                     | —    | —        | — |
|      |             |                                                                          |                       |                          |                                       |                                     |                       |                          |                                       |                                         |                       |                          |                                        |                      |                       |                          |                                        |                                        |                       |                          |                                         |                                        | —                     | —    | —        | —    | —                     | —    | —        | —    | —                     | —    | —        | — |
|      |             |                                                                          |                       |                          |                                       |                                     |                       |                          |                                       |                                         |                       |                          |                                        |                      |                       |                          |                                        |                                        |                       |                          |                                         |                                        | —                     | —    | —        | —    | —                     | —    | —        | —    | —                     | —    | —        | — |

| 大法官 | 大法官 | 大法官                            | 接替         | 参议院确认日期 (票数)     | 任期                                              | 任命总统                 | 先前职务                                            |
| ------ | ------ | --------------------------------- | ------------ | ------------------------- | ------------------------------------------------- | ------------------------ | --------------------------------------------------- |
| 1      |        | 约翰·拉特利奇                     | (新席位)     | 1789年9月26日 (鼓掌通过)  | 1790年2月15日 – 1791年3月4日 （辞职）             | 乔治·华盛顿              | 第31任 南卡罗来纳州州长 (1779–1782)                 |
| 2      |        | 威廉·库欣                         | (新席位)     | 1789年9月26日 (鼓掌通过)  | 1790年2月2日 – 1810年9月13日 （逝世）             | 乔治·华盛顿              | 马萨诸塞州高级法院 首席法官 (1777–1789)             |
| 3      |        | 詹姆斯·威尔逊                     | (新席位)     | 1789年9月26日 (鼓掌通过)  | 1789年10月5日 – 1798年8月21日 （逝世）            | 乔治·华盛顿              | 制宪会议 代表 (1787)                                |
| 4      |        | 小约翰·布莱尔                     | (新席位)     | 1789年9月26日 (鼓掌通过)  | 1790年2月2日 – 1795年10月25日 （辞职）            | 乔治·华盛顿              | 弗吉尼亚州市民院 议员 成员 (1766–1770)              |
| 5      |        | 詹姆斯·艾尔德尔                   | (新席位)     | 1790年2月10日 (鼓掌通过)  | 1790年5月12日 – 1799年10月20日 （逝世）           | 乔治·华盛顿              | 第2任 北卡罗莱纳州州检察长 (1779–1782)              |
| 6      |        | 托马斯·约翰逊                     | J. Rutledge  | 1791年11月7日 (鼓掌通过)  | 1792年8月6日 – 1793年1月16日 （辞职）             | 乔治·华盛顿              | 第1任 马里兰州长 (1777–1779)                        |
| 7      |        | 威廉·帕特森                       | T. Johnson   | 1793年3月4日 (鼓掌通过)   | 1793年3月11日 – 1806年9月8日 （逝世）             | 乔治·华盛顿              | 第2任 新泽西州州长 (1790–1793)                      |
| 8      |        | 塞缪尔·蔡斯                       | Blair        | 1796年1月27日 (鼓掌通过)  | 1796年2月4日 – 1811年6月19日 （逝世）             | 乔治·华盛顿              | 马里兰州普通法院 首席法官 (1791–1796)               |
| 9      |        | 布什罗德·华盛顿                   | Wilson       | 1798年12月20日 (鼓掌通过) | 1798年11月9日 – 1829年11月26日 （逝世）           | 约翰·亚当斯              | 弗吉尼亚州批准大会 代表 (1788)                      |
| 10     |        | 阿尔弗雷德·摩尔                   | Iredell      | 1799年12月9日 (鼓掌通过)  | 1800年4月21日 – 1804年1月26日 （辞职）            | 约翰·亚当斯              | 第3任 北卡罗莱纳州州检察长 (1782–1791)              |
| 11     |        | 威廉·约翰逊                       | Moore        | 1804年3月24日 (鼓掌通过)  | 1804年5月7日 – 1834年8月4日 （逝世）              | 托马斯·杰斐逊            | 南卡罗来纳州众议院 议长 (1798–1800)                 |
| 12     |        | 亨利·利文斯顿                     | Paterson     | 1806年12月17日 (鼓掌通过) | 1807年1月20日 – 1823年3月18日 （逝世）            | 托马斯·杰斐逊            | 纽约最高法院 法官 (1802–1807)                       |
| 13     |        | 托马斯·托德                       | (新席位)     | 1807年3月2日 (鼓掌通过)   | 1807年3月4日 – 1826年2月7日 （逝世）              | 托马斯·杰斐逊            | 肯塔基州上诉法院 首席大法官 (1806–1807)             |
| 14     |        | 加布里埃尔·杜瓦尔                 | Chase        | 1811年11月18日 (鼓掌通过) | 1811年11月23日 – 1835年1月12日 （辞职）           | 詹姆斯·麦迪逊            | 美国众议院议员 来自马里兰州第2选区 (1794–1796)      |
| 15     |        | 約瑟夫·斯多利                     | Cushing      | 1811年11月18日 (鼓掌通过) | 1812年2月3日 – 1845年9月10日 （逝世）             | 詹姆斯·麦迪逊            | 美国众议院议员 来自马萨诸塞州第2选区 (1808–1809)    |
| 16     |        | 史密斯·汤普森                     | Livingston   | 1823年12月9日 (鼓掌通过)  | 1823年9月1日 – 1843年12月18日 （逝世）            | 詹姆斯·门罗              | 第6任 美国海军部长 (1819–1823)                      |
| 17     |        | 罗伯特·特里布尔                   | Todd         | 1826年5月9日 (25–5)       | 1826年6月16日 – 1828年8月25日 （逝世）            | 约翰·昆西·亚当斯         | 美国肯塔基联邦地区法院 法官 (1817–1826)             |
| 18     |        | 约翰·麦克莱恩                     | Trimble      | 1829年3月7日 (鼓掌通过)   | 1830年1月11日 – 1861年4月4日 （逝世）             | 安德鲁·杰克逊            | 第6任 美国邮政总局局长 (1823–1829)                  |
| 19     |        | 亨利·鲍德温                       | Washington   | 1830年1月6日 (41–2)       | 1830年1月18日 – 1844年4月21日 （逝世）            | 安德鲁·杰克逊            | 美国众议院议员 来自宾夕法尼亚州第14选区 (1817–1822) |
| 20     |        | 詹姆斯·穆尔韦恩                   | W. Johnson   | 1835年1月9日 (鼓掌通过)   | 1835年1月14日 – 1867年7月5日 （逝世）             | 安德鲁·杰克逊            | 美国众议院议员 佐治亚州无任选区 (1829–1835)         |
| 21     |        | 菲利普·彭德尔顿巴伯               | Duvall       | 1836年3月15日 (30–11)     | 1836年5月12日 – 1841年2月25日 （逝世）            | 安德鲁·杰克逊            | 美国弗吉尼亚东区联邦地区法院 法官 (1830–1836)       |
| 22     |        | 约翰·卡特伦                       | (新席位)     | 1837年3月8日 (28–15)      | 1837年5月1日 – 1865年5月30日 （逝世）             | 安德鲁·杰克逊            | 田纳西州最高法院 法官 (1824–1834)                   |
| 23     |        | 约翰·麦金利                       | (新席位)     | 1837年9月25日 (鼓掌通过)  | 1838年1月9日 – 1852年7月19日 （逝世）             | 马丁·范布伦              | 亚拉巴马州 联邦参议员 (1826–1831, 1837)             |
| 24     |        | 彼得·维维安·丹尼尔                | Barbour      | 1841年3月2日 (25–5)       | 1842年1月10日 – 1860年5月31日 （逝世）            | 马丁·范布伦              | 美国弗吉尼亚东区联邦地区法院 法官 (1836–1841)       |
| 25     |        | 塞缪尔·纳尔逊                     | Thompson     | 1845年2月14日 (鼓掌通过)  | 1845年2月27日 – 1872年11月28日 （退休）           | 约翰·泰勒                | 纽约最高法院 首席大法官 (1831–1845)                 |
| 26     |        | 利瓦伊·伍德伯里                   | Story        | 1846年1月31日 (鼓掌通过)  | 1845年9月23日 – 1851年9月4日 （逝世）             | 詹姆斯·诺克斯·波尔克     | 第13任 美国财政部长 (1834–1841)                     |
| 27     |        | 罗伯特·库珀·格里尔                | Baldwin      | 1846年8月4日 (鼓掌通过)   | 1846年8月10日 – 1870年1月31日 （退休）            | 詹姆斯·诺克斯·波尔克     | 宾夕法尼亚州地区法院 阿利根尼縣 法官 (1833–1846)    |
| 28     |        | 本杰明·罗宾斯柯蒂斯               | Woodbury     | 1851年12月20日 (鼓掌通过) | 1851年10月10日 – 1857年9月30日 （辞职）           | 米勒德·菲尔莫尔          | 马萨诸塞州众议院议员                                |
| 29     |        | 约翰·阿奇博尔德·坎贝尔            | McKinley     | 1853年3月22日 (鼓掌通过)  | 1853年4月11日 – 1861年4月30日 （辞职）            | 富兰克林·皮尔斯          | 亚拉巴马州众议院议员                                |
| 30     |        | 纳丹·克利福德                     | Curtis       | 1858年1月12日 (26–23)     | 1858年1月21日 – 1881年7月25日 （逝世）            | 詹姆斯·布坎南            | 第19任 美國司法部長 (1846–1848)                     |
| 31     |        | 诺厄·海恩斯·斯韦恩                | McLean       | 1862年1月24日 (38–1)      | 1862年1月27日 – 1881年1月24日 （退休）            | 亚伯拉罕·林肯            | 俄亥俄州 美国联邦检察官 (1830–1834)                 |
| 32     |        | 塞缪尔·弗里曼·米勒                | Daniel       | 1862年7月16日 (鼓掌通过)  | 1862年7月21日 – 1890年10月13日 （逝世）           | 亚伯拉罕·林肯            | 律師, 私人执业                                      |
| 33     |        | 大卫·戴维斯                       | Campbell     | 1862年12月8日 (鼓掌通过)  | 1862年12月10日 – 1877年3月3日 （辞职）            | 亚伯拉罕·林肯            | 伊利诺伊州巡回法院 法官 (1848–1862)                 |
| 34     |        | 斯蒂芬·约翰逊场                   | (新席位)     | 1863年3月10日 (鼓掌通过)  | 1863年5月20日 – 1897年12月1日 （退休）            | 亚伯拉罕·林肯            | 第5任 加利福尼亚州最高法院 首席大法官 (1859–1863)   |
| 35     |        | 威廉·斯特朗                       | Grier        | 1870年2月18日 (鼓掌通过)  | 1870年3月14日 – 1880年12月14日 （退休）           | 尤利西斯·辛普森·格兰特   | 美国众议院议员 来自宾夕法尼亚州第9选区 (1847–1851)  |
| 36     |        | 约瑟夫·P·布拉德利                 | (新席位)     | 1870年3月21日 (46–9)      | 1870年3月23日 – 1892年1月22日 （逝世）            | 尤利西斯·辛普森·格兰特   | 律師, 私人执业                                      |
| 37     |        | 沃德·亨特                         | Nelson       | 1872年12月11日 (鼓掌通过) | 1873年1月9日 – 1882年1月27日 （退休）             | 尤利西斯·辛普森·格兰特   | 纽约上诉法院 首席法官 (1868–1872)                   |
| 38     |        | 約翰·馬歇爾·哈倫                  | Davis        | 1877年12月10日 (鼓掌通过) | 1877年11月29日 – 1911年10月14日 （逝世）          | 拉瑟福德·伯查德·海斯     | 第14任 肯塔基州州检察长 (1863–1867)                 |
| 39     |        | 威廉·伯纳姆·伍兹                  | Strong       | 1880年12月21日 (39–8)     | 1881年1月5日 – 1887年5月14日 （逝世）             | 拉瑟福德·伯查德·海斯     | 美国联邦第五巡回上诉法院 法官 (1869–1880)           |
| 40     |        | 斯坦利·马修斯                     | Swayne       | 1881年5月12日 (24–23)     | 1881年5月17日 – 1889年3月22日 （逝世）            | 詹姆斯·艾布拉姆·加菲尔德 | 俄亥俄州 联邦参议员 (1877–1879)                     |
| 41     |        | 霍勒斯·格雷                       | Clifford     | 1881年12月20日 (51–5)     | 1882年1月9日 – 1902年9月15日 （逝世）             | 切斯特·艾伦·阿瑟         | 马萨诸塞州最高法院 首席大法官 (1873–1881)           |
| 42     |        | 塞缪尔·布拉奇福德                 | Hunt         | 1882年3月22日 (鼓掌通过)  | 1882年4月3日 – 1893年7月7日 （逝世）              | 切斯特·艾伦·阿瑟         | 美国联邦第二巡回上诉法院 法官 (1878–1882)           |
| 43     |        | 卢修斯·昆图斯·辛辛那图斯·拉玛二世 | Woods        | 1888年1月16日 (32–28)     | 1888年1月18日 – 1893年1月23日 （逝世）            | 格罗弗·克利夫兰          | 第16任 美國內政部長 (1885–1888)                     |
| 44     |        | 大卫·布鲁尔约西亚                 | Matthews     | 1889年12月18日 (53–11)    | 1890年1月6日 – 1910年3月28日 （逝世）             | 本杰明·哈里森            | 美国联邦第八巡回上诉法院 法官 (1884–1889)           |
| 45     |        | 亨利·布朗比林斯                   | Miller       | 1890年12月29日 (鼓掌通过) | 1891年1月5日 – 1906年5月28日 （退休）             | 本杰明·哈里森            | 美国密歇根东区联邦地区法院 法官 (1875–1890)         |
| 46     |        | 小乔治·希拉斯                     | Bradley      | 1892年7月26日 (鼓掌通过)  | 1892年10月10日 – 1903年2月23日 （退休）           | 本杰明·哈里森            | 律師, 私人执业                                      |
| 47     |        | 豪威尔·埃德蒙斯·杰克逊            | L. Lamar     | 1893年2月18日 (鼓掌通过)  | 1893年3月4日 – 1895年8月8日 （逝世）              | 本杰明·哈里森            | 美国联邦第六巡回上诉法院 法官 (1891–1893)           |
| 48     |        | 爱德华·道格拉斯·怀特              | Blatchford   | 1894年2月19日 (鼓掌通过)  | 1894年3月12日 – 1910年12月18日 （成为首席大法官） | 格罗弗·克利夫兰          | 路易斯安那州 联邦参议员 (1891–1894)                 |
| 49     |        | 鲁弗斯·W.佩卡姆                   | H. Jackson   | 1895年12月9日 (鼓掌通过)  | 1896年1月6日 – 1909年10月24日 （逝世）            | 格罗弗·克利夫兰          | 纽约上诉法院 大法官                                 |
| 50     |        | 约瑟夫·麦克纳                     | Field        | 1898年1月21日 (鼓掌通过)  | 1898年1月26日 – 1925年1月5日 （退休）             | 威廉·麦金莱              | 第42任 美國司法部長 (1897–1898)                     |
| 51     |        | 小奥利弗·温德尔·霍姆斯            | Gray         | 1902年12月4日 (鼓掌通过)  | 1902年12月8日 – 1932年1月12日 （退休）            | 西奥多·罗斯福            | 马萨诸塞州最高法院 首席大法官 (1899–1902)           |
| 52     |        | 威廉·R·戴                         | Shiras       | 1903年2月23日 (鼓掌通过)  | 1903年3月2日 – 1922年11月13日 （退休）            | 西奥多·罗斯福            | 美国联邦第六巡回上诉法院 法官 (1899–1903)           |
| 53     |        | 威廉·亨利·穆迪                    | Brown        | 1906年12月12日 (鼓掌通过) | 1906年12月17日 – 1910年11月20日 （退休）          | 西奥多·罗斯福            | 第45任 美國司法部長 (1904–1906)                     |
| 54     |        | 霍勒斯·哈蒙·顿                    | Peckham      | 1909年12月20日 (鼓掌通过) | 1910年1月3日 – 1914年7月12日 （逝世）             | 威廉·霍华德·塔夫脱       | 美国联邦第六巡回上诉法院 法官 (1893–1909)           |
| 55     |        | 查尔斯·埃文斯·休斯                | Brewer       | 1910年5月2日 (鼓掌通过)   | 1910年10月10日 – 1916年6月10日 （辞职）           | 威廉·霍华德·塔夫脱       | 第36任 纽约州州长 (1907–1910)                       |
| 56     |        | 威利斯·凡·德文特                  | E. White     | 1910年12月15日 (鼓掌通过) | 1911年1月3日 – 1937年6月2日 （退休）              | 威廉·霍华德·塔夫脱       | 美国联邦第八巡回上诉法院 法官 (1903–1910)           |
| 57     |        | 约瑟夫·洛克拉马尔                 | Moody        | 1910年12月15日 (鼓掌通过) | 1911年1月3日 – 1916年1月2日 （逝世）              | 威廉·霍华德·塔夫脱       | 佐治亚州最高法院 大法官 (1901–1905)                 |
| 58     |        | 马隆·皮特尼                       | J. Harlan    | 1912年3月13日 (50–26)     | 1912年3月18日 – 1922年12月31日 （辞职）           | 威廉·霍华德·塔夫脱       | 美国众议院议员 来自新泽西州第4选区 (1895–1899)      |
| 59     |        | 詹姆斯·克拉克·麦克雷诺兹          | Lurton       | 1914年8月29日 (44–6)      | 1914年10月12日 – 1941年1月31日 （退休）           | 伍德罗·威尔逊            | 第48任 美國司法部長 (1913–1914)                     |
| 60     |        | 路易斯·布蘭迪斯                   | J. Lamar     | 1916年6月1日 (47–22)      | 1916年6月5日 – 1939年2月13日 （退休）             | 伍德罗·威尔逊            | 律師, 私人执业: Nutter McClennen & Fish律师事务所   |
| 61     |        | 约翰·埃辛·克拉克                  | Hughes       | 1916年7月24日 (鼓掌通过)  | 1916年10月9日 – 1922年9月5日 （退休）             | 伍德罗·威尔逊            | 美国俄亥俄北区联邦地区法院 法官 (1914–1916)         |
| 62     |        | 乔治·萨瑟兰                       | Clarke       | 1922年9月5日 (鼓掌通过)   | 1922年10月2日 – 1938年1月17日 （退休）            | 沃伦·盖玛利尔·哈定       | 犹他州 联邦参议员 (1905–1917)                       |
| 63     |        | 皮尔斯·巴特勒                     | Day          | 1922年12月21日 (61–8)     | 1923年1月2日 – 1939年11月16日 （逝世）            | 沃伦·盖玛利尔·哈定       | 明尼苏达州律师协会 会长                             |
| 64     |        | 爱德华·特里·桑福德                | Pitney       | 1923年1月29日 (鼓掌通过)  | 1923年2月19日 – 1930年3月8日 （逝世）             | 沃伦·盖玛利尔·哈定       | 美国田纳西中区联邦地区法院 法官 (1908–1923)         |
| 65     |        | 哈伦·菲斯克·斯通                  | McKenna      | 1925年2月5日 (71–6)       | 1925年3月2日 – 1941年7月3日 （成为首席大法官）    | 卡尔文·柯立芝            | 第52任 美國司法部長 (1924–1925)                     |
| 66     |        | 欧文·罗伯茨                       | Sanford      | 1930年5月20日 (鼓掌通过)  | 1930年6月2日 – 1945年7月31日 （辞职）             | 赫伯特·胡佛              | 費城地区助理检察官                                  |
| 67     |        | 本杰明·N·卡多佐                   | Holmes       | 1932年2月24日 (鼓掌通过)  | 1932年3月14日 – 1938年7月9日 （逝世）             | 赫伯特·胡佛              | 纽约上诉法院 首席法官 (1927–1932)                   |
| 68     |        | 休戈·布萊克                       | Van Devanter | 1937年8月17日 (63–16)     | 1937年8月19日 – 1971年9月17日 （退休）            | 富兰克林·德拉诺·罗斯福   | 亚拉巴马州 联邦参议员 (1927–1937)                   |
| 69     |        | 斯坦利·福尔曼·里德                | Sutherland   | 1938年1月25日 (鼓掌通过)  | 1938年1月31日 – 1957年2月25日 （退休）            | 富兰克林·德拉诺·罗斯福   | 第22任 美國訟務次長 (1935–1938)                     |
| 70     |        | 费利克斯·弗兰克福特               | Cardozo      | 1939年1月17日 (鼓掌通过)  | 1939年1月30日 – 1962年8月28日 （退休）            | 富兰克林·德拉诺·罗斯福   | 哈佛法学院 主席                                     |
| 71     |        | 威廉·道格拉斯                     | Brandeis     | 1939年4月4日 (62–4)       | 1939年4月17日 – 1975年11月12日 （退休）           | 富兰克林·德拉诺·罗斯福   | 第3任 美国证券交易委员会 主席 (1937–1939)           |
| 72     |        | 弗兰克·墨菲                       | Butler       | 1940年1月16日 (鼓掌通过)  | 1940年2月5日 – 1949年7月19日 （逝世）             | 富兰克林·德拉诺·罗斯福   | 第56任 美國司法部長 (1939–1940)                     |
| 73     |        | 詹姆斯·弗朗西斯·伯恩斯            | McReynolds   | 1941年6月12日 (鼓掌通过)  | 1941年7月8日 – 1942年10月3日 （辞职）             | 富兰克林·德拉诺·罗斯福   | 南卡罗来纳州 联邦参议员 (1931–1941)                 |
| 74     |        | 罗伯特·H·杰克逊                   | Stone        | 1941年7月7日 (鼓掌通过)   | 1941年7月11日 – 1954年10月9日 （逝世）            | 富兰克林·德拉诺·罗斯福   | 第57任 美國司法部長 (1940–1941)                     |
| 75     |        | 威利·布特·拉特利奇                | Byrnes       | 1943年2月8日 (鼓掌通过)   | 1943年2月15日 – 1949年9月10日 （逝世）            | 富兰克林·德拉诺·罗斯福   | 美国哥伦比亚特区联邦巡回上诉法院 法官 (1939–1943)   |
| 76     |        | 哈罗德·希茨伯顿                   | Roberts      | 1945年9月19日 (鼓掌通过)  | 1945年10月1日 – 1958年10月13日 （退休）           | 哈里·S·杜鲁门            | 俄亥俄州 联邦参议员 (1941–1945)                     |
| 77     |        | 汤姆·C·克拉克                     | Murphy       | 1949年8月18日 (73–8)      | 1949年8月24日 – 1967年6月12日 （退休）            | 哈里·S·杜鲁门            | 第59任 美國司法部長 (1945–1949)                     |
| 78     |        | 谢尔曼·明顿                       | W. Rutledge  | 1949年10月12日 (48–16)    | 1949年10月12日 – 1956年10月15日 （退休）          | 哈里·S·杜鲁门            | 美国联邦第七巡回上诉法院 法官 (1941–1949)           |
| 79     |        | 約翰·馬歇爾·哈倫二世              | R. Jackson   | 1955年3月16日 (71–11)     | 1955年3月28日 – 1971年9月23日 （退休）            | 德怀特·艾森豪威尔        | 美国联邦第二巡回上诉法院 法官 (1954–1955)           |
| 80     |        | 小威廉·布倫南                     | Minton       | 1957年3月19日 (鼓掌通过)  | 1956年10月15日 – 1990年7月20日 （退休）           | 德怀特·艾森豪威尔        | 新泽西州最高法院 大法官 (1951–1956)                 |
| 81     |        | 查尔斯·埃文斯·惠特克              | Reed         | 1957年3月19日 (鼓掌通过)  | 1957年3月25日 – 1962年3月31日 （辞职）            | 德怀特·艾森豪威尔        | 美国联邦第八巡回上诉法院 法官 (1956–1957)           |
| 82     |        | 波特·斯图尔特                     | Burton       | 1959年5月5日 (70–17)      | 1958年10月14日 – 1981年7月3日 （退休）            | 德怀特·艾森豪威尔        | 美国联邦第六巡回上诉法院 法官 (1954–1958)           |
| 83     |        | 拜倫·懷特                         | Whittaker    | 1962年4月11日 (鼓掌通过)  | 1962年4月16日 – 1993年6月28日 （退休）            | 约翰·肯尼迪              | 第4任 美國司法部副部長 (1961–1962)                  |
| 84     |        | 阿瑟·戈德堡                       | Frankfurter  | 1962年9月25日 (鼓掌通过)  | 1962年10月1日 – 1965年7月26日 （辞职）            | 约翰·肯尼迪              | 第9任 美国劳工部长 (1961–1962)                      |
| 85     |        | 亚伯拉罕·亚伯·方特斯              | Goldberg     | 1965年8月11日 (鼓掌通过)  | 1965年10月4日 – 1969年5月14日 （辞职）            | 林登·约翰逊              | 美国内政部副部长                                    |
| 86     |        | 瑟古德·马歇尔                     | Clark        | 1967年8月30日 (69–11)     | 1967年10月2日 – 1991年10月1日 （退休）            | 林登·约翰逊              | 第32任 美國訟務次長 (1965–1967)                     |
| 87     |        | 哈利·布萊克蒙                     | Fortas       | 1970年5月12日 (94–0)      | 1970年6月9日 – 1994年8月3日 （退休）              | 理查德·尼克松            | 美国联邦第八巡回上诉法院 法官 (1959–1970)           |
| 88     |        | 劉易斯·鮑威爾                     | Black        | 1971年12月6日 (89–1)      | 1972年1月7日 – 1987年6月26日 （退休）             | 理查德·尼克松            | 美国律师协会 主席 (1964–1965)                       |
| 89     |        | 威廉·伦奎斯特                     | J. Harlan II | 1971年12月10日 (68–26)    | 1972年1月7日 – 1986年9月26日 （成为首席大法官）   | 理查德·尼克松            | 美國助理司法部長 办公室法律顾问 (1969–1971)         |
| 90     |        | 約翰·保羅·史蒂文斯                | Douglas      | 1975年12月17日 (98–0)     | 1975年12月19日 – 2010年6月29日 （退休）           | 杰拉尔德·福特            | 美国联邦第七巡回上诉法院 法官 (1970–1975)           |
| 91     |        | 桑德拉·戴·奧康納                  | Stewart      | 1981年9月21日 (99–0)      | 1981年9月25日 – 2006年1月31日 （退休）            | 罗纳德·里根              | 亚利桑那州上诉法院 法官 (1979–1981)                 |
| 92     |        | 安東寧·斯卡利亞                   | Rehnquist    | 1986年9月17日 (98–0)      | 1986年9月26日 – 2016年2月13日 （逝世）            | 罗纳德·里根              | 美国哥伦比亚特区联邦巡回上诉法院 法官 (1982–1986)   |
| 93     |        | 安東尼·肯尼迪                     | Powell       | 1988年2月3日 (97–0)       | 1988年2月18日 – 2018年7月31日 （退休）            | 罗纳德·里根              | 美国联邦第九巡回上诉法院 法官 (1975–1988)           |
| 94     |        | 戴維·蘇特                         | Brennan      | 1990年10月2日 (90–9)      | 1990年10月9日 – 2009年6月29日 （退休）            | 乔治·赫伯特·沃克·布什    | 美国联邦第一巡回上诉法院 法官 (1990)                |
| 95     |        | 克拉倫斯·托馬斯                   | Marshall     | 1991年10月15日 (52–48)    | 1991年10月23日 – 在任                             | 乔治·赫伯特·沃克·布什    | 美国哥伦比亚特区联邦巡回上诉法院 法官 (1990–1991)   |
| 96     |        | 露絲·貝德·金斯堡                  | B. White     | 1993年8月3日 (96–3)       | 1993年8月10日 – 2020年9月18日 （逝世）            | 比尔·克林顿              | 美国哥伦比亚特区联邦巡回上诉法院 法官 (1980–1993)   |
| 97     |        | 史蒂芬·布雷耶                     | Blackmun     | 1994年7月29日 (87–9)      | 1994年8月3日 – 2022年6月30日 （退休）             | 比尔·克林顿              | 美国联邦第一巡回上诉法院 首席法官 (1990–1994)       |
| 98     |        | 塞繆爾·阿利托                     | O'Connor     | 2006年1月31日 (58–42)     | 2006年1月31日 – 在任                              | 乔治·沃克·布什           | 美国联邦第三巡回上诉法院 法官 (1990–2006)           |
| 99     |        | 索尼娅·索托马约尔                 | Souter       | 2009年8月6日 (68–31)      | 2009年8月8日 – 在任                               | 贝拉克·奥巴马            | 美国联邦第二巡回上诉法院 法官 (1998–2009)           |
| 100    |        | 艾蕾娜·卡根                       | Stevens      | 2010年8月5日 (63–37)      | 2010年8月7日 – 在任                               | 贝拉克·奥巴马            | 第45任 美國訟務次長 (2009–2010)                     |
| 101    |        | 尼尔·戈萨奇                       | Scalia       | 2017年4月7日 (54–45)      | 2017年4月10日 – 在任                              | 唐納·川普                | 美国联邦第十巡回上诉法院 法官 (2006–2017)           |
| 102    |        | 布雷特·卡瓦諾                     | Kennedy      | 2018年10月6日 (50–48)     | 2018年10月6日 – 在任                              | 唐納·川普                | 美国哥伦比亚特区联邦巡回上诉法院 法官 (2006–2018)   |
| 103    |        | 艾米·康尼·巴雷特                  | Ginsburg     | 2020年10月26日 (52–48)    | 2020年10月27日 – 在任                             | 唐納·川普                | 美国联邦第七巡回上诉法院 法官 (2017–2020)           |
| 104    |        | 凯坦吉·布朗·杰克森                | Breyer       | 2022年4月7日 (53–47)      | 2022年6月30日 – 在任                              | 乔·拜登                  | 美国哥伦比亚特区联邦巡回上诉法院 法官 (2021–2022)   |
| 大法官 | 大法官 | 大法官                            | 接替         | 参议院确认日期 (票数)     | 任期                                              | 任命总统                 | 先前职务                                            |

### 引用
1. ↑  McMillion, Barry J.; Rutkus, Denis Steven.  (PDF). Washington, D.C.: Congressional Research Service. 2018-07-06  [2018-10-24]. （原始内容 (PDF)存档于2019-08-09）.
2. ↑  Barnes, Robert. . The Washington Post. 2010-01-01  [2010-02-17]. （原始内容存档于2020-07-08）.
3. ↑  . 美国参议院.   [2016-02-17]. （原始内容存档于2017-02-21）.
4. ↑  . www.supremecourt.gov.   [2018-01-11]. （原始内容存档于2010-04-15）.
5. ↑  Klebanow, Diana; Jonas, Franklin L. . M. E. Sharpe. 2003: 61. ISBN 978-0765606730 –Google圖書.

## 外部連結
- https://www.law.cornell.edu/supct/cases/judges.htm （页面存档备份，存于）, Legal Information Institute, Cornell University Law School
- Supreme Court of the United States （页面存档备份，存于） (website home page)